# Auand Records
La Auand Records è un'etichetta discografica di Bisceglie, in Puglia, fondata nel 2001 da Marco Valente. Il significato del nome vuol dire "agguanta" e "attento"; il logo, che è di colore verde e nero, rappresenta una mano con un buco nero in mezzo.

## Storia
Il primo disco prodotto è stato X-Ray, debutto del trombonista barese Gianluca Petrella. Nel 2003 fu pubblicato Virus di Francesco Bearzatti.. Nel 2009 è stata inaugurata Auand Family.
Ad oggi sono stati pubblicati oltre cento dischi, alcuni dei quali nella piano series e nella serie Songs, dedicata alla canzone; oltre ad essere conosciuta in Italia, è conosciuta anche all'estero.
La casa discografica produce maggiormente jazz. Ha prodotto gli album di musicisti italiani ed esteri, fra i quali: David Binney, Paolo Angeli, Antonello Salis, Francesco Bearzatti, Gianluca Petrella, Bobby Previte, Giancarlo Tossani, Francesco Diodati, Simone Graziano, Filippo Vignato, Manlio Maresca, Caterina Palazzi e Gaetano Partipilo.
Nel 2011 la casa festeggia i suoi 10 anni di vita con un festival a New York (Auand Meets NYC) a cui collaborano Francesco Bearzatti (al clarinetto e sassofono tenore), Ohad Talmor (al sassofono tenore), Giancarlo Tossani (al Fender Rhodes), Dan Weiss (alla batteria), Ray Anderson (al trombone) e diversi altri musicisti italiani e americani.
Nel 2016 festeggia la cinquantesima uscita di catalogo con "50", un vinile a tiratura limitata lanciato per l'occasione con una riuscitissima campagna MusicRaiser.
È di aprile del 2017, la prima residenza artistica organizzata a Bisceglie (BT) che vede partecipare trenta musicisti che gravitano intorno all'etichetta pugliese.